# Tren Santiago-Batuco
Tren Santiago-Batuco (anteriormente denominado Metrotren Batuco) es el proyecto de un servicio de tren de cercanías dentro de la Región Metropolitana de Santiago, Chile, el cual será operado por la Empresa de los Ferrocarriles del Estado. Contará con 27 km de extensión, uniendo el centro de Santiago con la localidad de Batuco en Lampa. Tendrá dos vías de uso exclusivo para transporte de pasajeros, más una tercera que servirá como eje de transporte de carga.
Se contempla que el recorrido completo del tren tenga una duración de 23 minutos, pasando por sus ocho estaciones, ubicadas de sur a norte en cinco comunas de las provincias de Santiago y Chacabuco: Santiago, Quinta Normal, Renca, Quilicura y Lampa.
El servicio también contará con tres conexiones intermodales: una en la estación Quinta Normal de la Línea 5 del Metro de Santiago, una con la Línea 3 del Metro de Santiago en estación Quilicura y una nueva estación de combinación con la Línea 7 del Metro de Santiago en estación Matucana.
De acuerdo al proyecto aprobado por el Ministerio de Desarrollo Social en diciembre de 2022, el primer tramo del tren comprendido entre Batuco y Quilicura entraría en operación en 2028, mientras que el tramo entre Renca y Quinta Normal entraría en operaciones en 2029. En abril de 2025 se adjudicaron las obras del tren y se espera que su construcción inicie el último cuatrimestre del mismo año.

## Historia

### Antecedentes

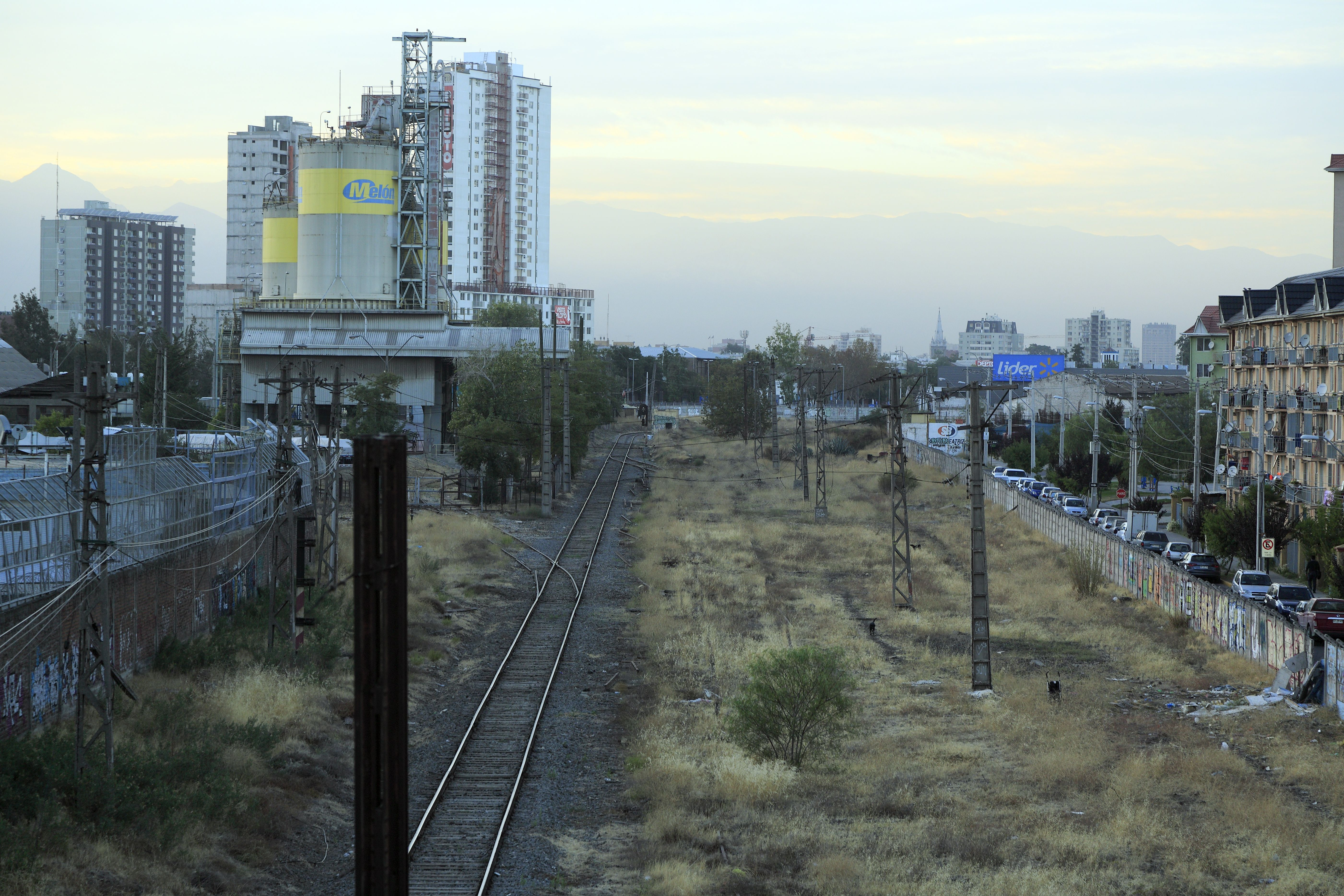
Tramo de vía férrea entre las calles Mapocho y Carrascal, en el antiguo trazado del tren a Valparaíso.

El trazado propuesto comprende parte del antiguo tramo que conectaba la Estación Central de Ferrocarriles con la Estación Mapocho y, a través de una bifurcación existente a la altura de la antigua estación Yungay, con la línea del ferrocarril hacia Valparaíso. Esta línea terminó de construirse originalmente en 1855 y, en 1863, adicionó una estación intermedia en la localidad de Batuco.

### Metrotren (1991-1992)
El 11 de mayo de 1991 se inauguró un servicio diario de Metrotren entre la estación Alameda y Til Til (con detenciones en Yungay, Renca, Quilicura, Colina, Batuco y Polpaico), el cual sin embargo fue cancelado poco tiempo después. En 1992, el servicio ferroviario a Valparaíso fue definitivamente clausurado y parte importante de su trazado quedó desmantelado o destinado únicamente a los servicios de carga.

### Primeras propuestas (2005-2013)
El crecimiento de la población de Santiago y la expansión del área metropolitana hacia el norte de la ciudad, alcanzando las comunas de la provincia de Chacabuco, llevaron al gobierno a proponer el establecimiento de un sistema de trenes de cercanía utilizando el antiguo tramo ferroviario hasta la localidad de Batuco.[cita requerida] En 2005, la estación Quinta Normal fue inaugurada como parte de una nueva extensión de la Línea 5 del Metro de Santiago. La estación fue diseñada como un gran punto de intercambio modal de transporte, incluyendo una estación ferroviaria en el tercer nivel subterráneo destinada para los proyectos de trenes de cercanías hacia Melipilla (Melitrén) y Batuco. Sin embargo, posterior la apertura de la estación, los proyectos indicados no avanzaron y el tercer nivel no fue habilitado.[cita requerida]
En la década del 2010, el proyecto del tren entre Quinta Normal y Batuco retomó fuerza, siendo incorporado en el Plan Maestro de Transporte Santiago 2025. En dicho plan, se planteó además la posibilidad de incorporar un ramal con dirección a la estación Puente Cal y Canto del Metro, utilizando la misma ruta que existía entre las antiguas estaciones Yungay y Mapocho.

### Anuncio oficial (2017)
A fines de 2017, el proyecto fue presentado formalmente por la Empresa de los Ferrocarriles del Estado para el Estudio de Impacto Ambiental, considerando una inversión de 623 millones de dólares de la época.

### Desarrollo (2018-presente)
A comienzos de 2018, en tanto, EFE entró en conflicto con el Metro de Santiago producto de un terreno de 410 m² en la comuna de Quilicura que Metro solicitó expropiar para la extensión de su Línea 3 y que incluía parte de la vía férrea hacia Batuco. Esto provocó que EFE solicitara un recurso de protección, ante lo cual debió intervenir la ministra de Transportes y Telecomunicaciones, Paola Tapia.
Tras la aprobación del Estudio de Impacto Ambiental por parte del Servicio de Evaluación Ambiental el 30 de marzo de 2020, la ministra de Transportes y Telecomunicaciones, Gloria Hutt, anunció que el proyecto del Tren Santiago-Batuco había cumplido el "último trámite que estaba pendiente y significa que el proyecto puede seguir adelante", con lo cual se iniciaron los procesos de licitación para su construcción. En la misma fecha, las autoridades presentaron mapas del trazado que incluyen la construcción de una estación en la intersección de Matucana con Mapocho (mismo lugar donde se emplazará una estación de la futura Línea 7 del Metro de Santiago). Sin embargo, dicha obra no estuvo contemplada en el proyecto presentado para su evaluación ambiental.
En diciembre de 2022 el proyecto recibió la recomendación satisfactoria del Ministerio de Desarrollo Social, lo cual da inicio a la etapa de licitaciones para la construcción.
En noviembre de 2023, EFE lanzó la convocatoria para la licitación de obras del tramo comprendido entre el puente Mapocho, cercano a la subestación Carrascal, y la estación terminal Batuco por un monto de 550 millones de dólares. Otros 440 millones de dólares serán destinados a la licitación del tramo subterráneo entre estación Quinta Normal y el puente Mapocho. El 26 de enero de 2024 se llamó a la primera licitación de obras para la construcción del tramo superficial entre Mapocho y Batuco por un precio de 530 millones de dólares. La segunda sección que se construirá, tunelada entre Mapocho y los andenes de la estación Quinta Normal, se licitaría durante 2024.
En abril de 2025, EFE adjudicó por US$ 470 millones las obras civiles y ferroviarias del tramo en superficie del tren al consorcio chino integrado por las empresas China Railway Construction Corporation Chile (CRCC), China Railway 22ND (CR22) y China Railway Construction Electrification Bureau (CRCEB) las obras civiles y ferroviarias del tramo en superficie del proyecto. Se espera que su construcción inicie el último cuatrimestre del mismo año.

## Conexión con Tren Melipilla-Estación Central
El 11 de noviembre de 2021 EFE ingresó una adenda al proyecto del Tren Melipilla-Estación Central, en el cual el tramo para pasajeros entre Estación Central 2 y Estación Central de Santiago será tunelado, con una extensión aproximada de 3,2 km de longitud. El proyecto «Soterramiento Tramo Alameda-Estación Central 2» describe la construcción de andenes —subterráneos— que se hallarían al oeste de la estación, y se planea que el túnel posea una continuación hacia el norte, en paralelo al ya existente túnel Matucana, conectando con la Estación Quinta Normal; este proyecto tiene un costo de 250 millones de dólares y evitaría la disrupción territorial en la comuna. Se estimó que el proceso de construcción debería durar 2 años.
Estos andenes subterráneos —con una profundidad máxima de 35 m— están diseñados para entregar un flujo de pasajeros del tren Alameda Melipilla con otros servicios de psajeros del Gran Santiago. Se ha diseñado que el nivel de superficie cuente con un nuevo acceso desde la Calle Exposición. Habrá un segundo acceso de pago que da hacia los andenes superficiales. Debajo, se encuentra la mesanina, un nivel intermedio que separa las zonas pagas y no pagas, y que conecta con áreas operativas mediante un núcleo vertical de escaleras y piques.
Los dos andenes —de 160 m de extensión— están conectados al túnel ferroviario; esta infraestructura incluye galerías principales y secundarias, que facilitan el tránsito peatonal dentro de la estación y mejoran la conectividad entre áreas clave, como la mesanina y los piques de construcción.
Durante 2021, el presidente de EFE, Pedro Pablo Errázuriz, señaló que la intención de conectar en una estación al tren Melipilla-Estación Central con el tren Santiago-Batuco es poder entregar más alternativas de transbordo entre estos servicios con las líneas 1, 3, 5, 6 y 7 del Metro de Santiago.
En enero de 2023, el Servicio de Evaluación Ambiental calificó favorablemente el proyecto de soterramiento del tramo entre la Estación Central de Santiago y la segunda estación del Tren Melipilla-Estación Central. Los andenes subterráneos estarán ubicados al sur del edificio principal de la Estación Central, detrás del futuro edificio corporativo de EFE en la calle Exposición.
Este tramo tunelado —incluyendo los andenes y accesos a pasajeros— fue licitado en octubre de 2024. Las obras tendrán un costo de $200 millones de dólares.

## Características
Se extenderá por 26 kilómetros desde la estación Quinta Normal, uniendo cinco comunas de las provincias de Santiago y Chacabuco (de sur a norte, Santiago, Quinta Normal, Renca, Quilicura y Lampa), rehabilitando las estaciones y usando las vías férreas del tramo sur del recorrido del extinto Ferrocarril de Valparaíso a Santiago. 
El recorrido será subterráneo en sus primeros kilómetros, partiendo desde el tercer nivel subterráneo de la estación Quinta Normal (ubicado a 27 metros bajo la superficie), para luego emerger en el sector de Yungay, antes de cruzar el río Mapocho por el puente homónimo. El resto del recorrido lo realizaría en superficie, utilizando dos vías exclusivas que permitirían a los trenes alcanzar una velocidad máxima de operación de 120 km/h en algunos tramos; una tercera vía permitiría la circulación de trenes de carga a un máximo de 80 km/h.

## Propuestas de extensión
En mayo de 2018, la intendenta de la Región Metropolitana, Karla Rubilar, indicó que uno de sus planes era la implementación del tren a Batuco y su posterior extensión hasta Til Til, para lo cual el Gobierno Regional podría contribuir con 33 millones de dólares.
Con el anuncio de la aprobación del servicio Tren Alameda Melipilla, el gobierno anunció que seguía siendo de interés la extensión del servicio hasta la comuna de Til Til. Durante la cuenta pública de junio de 2019 del presidente Sebastián Piñera se anunció que la extensión desde la estación Batuco hasta Til Til estaba en proceso de evaluación ambiental.
En la aprobación otorgada por el Ministerio de Desarrollo Social en diciembre de 2022, el recorrido propone una futura novena estación en Til Til, como parte de un proyecto a futuro de EFE Trenes de Chile.

## Estaciones
El servicio será inaugurado por tramos: el primer tramo será inaugurado en 2028 entre la estación Quilicura y la estación Batuco, mientras que el año 2029 se espera que la totalidad del servicio esté en funcionamiento con la inauguración de las estaciones Quinta Normal (estación subterránea), Matucana (estación subterránea) y Renca. Las estaciones son las siguientes:
| Estación       | Inauguración | Acceso para discapacitados | Ubicación                                                              | Comuna    | Comb. | Estación                  | Posición    |
| -------------- | ------------ | -------------------------- | ---------------------------------------------------------------------- | --------- | ----- | ------------------------- | ----------- |
| Quinta Normal  | 2029         |                            | Av. Matucana con Santo Domingo y Catedral                              | Santiago  |       | Terminal y de combinación | Subterránea |
| Matucana       | 2029         |                            | Av. Matucana con Av. Mapocho                                           | Santiago  |       | De combinación            | Subterránea |
| Renca          | 2029         |                            | Av. Eulogio Altamirano con Av. Dorsal                                  | Renca     |       | De paso                   | Superficial |
| Quilicura      | 2028         |                            | Av. Manuel Antonio Matta con Carlos Gómez Vélez                        | Quilicura |       | De combinación            | Superficial |
| Las Industrias | 2028         |                            | Libertador Bernardo O'Higgins con Av. San Ignacio y Cerro Los Cóndores | Quilicura |       | De paso                   | Superficial |
| Valle Grande   | 2028         |                            | La Montaña Norte con Costanera Poniente                                | Lampa     |       | De paso                   | Superficial |
| Colina         | 2028         |                            | La Vilana con Cacique Colin                                            | Lampa     |       | De paso                   | Superficial |
| Batuco         | 2028         |                            | Av. España con Santa Elena                                             | Lampa     |       | Terminal                  | Superficial |

## Interconexión
Este proyecto tendrá tres conexiones con el Metro de Santiago: la estación terminal Quinta Normal, conectará con la Línea 5 del servicio subterráneo. Mientras la estación Ferrocarril, inaugurada en septiembre de 2023, lo hará con la Línea 3.
En 2017, Metro anunció la construcción de la Línea 7, la que cruzaría el servicio Santiago-Batuco en la estación propuesta sobre Avenida Matucana. Cabe señalar que durante el proceso de revisión del proyecto, la Municipalidad de Quinta Normal solicitó a la empresa de ferrocarriles que considere la edificación de la estación intermodal. La Municipalidad de Santiago también pide una estación, en las cercanías de la ex-estación Yungay.
En agosto de 2019 se informó que el Tren Santiago-Batuco tendrá una conexión con la Línea 7 del Metro de Santiago a la altura de Matucana con Mapocho. Esta estación es incluida en el Estudio de Impacto Ambiental de la línea 7 del metro en junio de 2019. Sin embargo, en agosto de 2020 EFE presentó una Declaración de Impacto Ambiental para construir la infraestructura necesaria para que ambos servicios de transporte puedan ser una estación intermodal; el proyecto es aprobado el 20 de julio de 2021.

## Tarifas
El servicio de pasajeros tendría intervalos que variarían entre 6 minutos en hora punta y 12 minutos en hora valle, y su tarifa podrá ser pagada con la tarjeta Bip! dentro del tramo urbano integrado a la Red Metropolitana de Movilidad, mientras que la sección entre estación Las Industrias y estación Batuco tendrán un sistema de pago por tramo utilizando una tarjeta electrónica independiente a la tarjeta Bip!.

## Material rodante
La flota estaría compuesta por 10 trenes con una longitud de 50 metros y una capacidad de hasta 500 pasajeros.